# تشكل شبكي
التَشَكُّل الشَّبَكِيّ أو التكوين الشبكي (بالإنجليزية:  reticular formation)‏ هو شبكة واسعة من الخلايا العصبية تمتد من جذع الدماغ إلى المهاد. والاسم مستمد من الكلمة اللاتينية (Reticulum) بمعنى شبكة.

## وظائفه
- له وظيفة هامة في استقبال المعلومات الحسية ويعمل كمصفاة خاصة بالنسبة للسماح أو عدم السماح للمعلومات الجديدة أو غير المتسقة بالمرور.[2]
- كذلك له وظيفة هامة جدًا في تنسيق دورة اليقظة /النوم.